# لن أبكي أبدا (فلم)
لن أبكي أبدا فيلم مصري تم إنتاجه عام 1957، إخراج حسن الإمام وبطولة فاتن حمامة وعماد حمدي وزكي رستم.

## تمثيل
- فاتن حمامة
- عماد حمدي
- زكي رستم
- نجمة إبراهيم
- رشدي أباظة
- وداد حمدي
- فاخر فاخر
- عبد العليم خطاب
- عدلي كاسب
- سناء جميل
- شفيق نور الدين
- عبد المنعم إبراهيم

## روابط خارجية
- مقالات تستعمل روابط فنية بلا صلة مع ويكي بيانات